# طبرق (فلم 1967)
طبرق (بالإنجليزية: Tobruk) هو فيلم حرب درامي أمريكي أُنتج عام 1967، من تأليف ليو غوردون وإخراج آرثر هيلر.

## ملخص
تدور أحداث الفيلم أثناء حملة شمال إفريقيا في الحرب العالمية الثانية، حول الهجمات البريطانية على القوات الإيطالية والألمانية في طبرق والتي تحمل اسم عملية الاتفاق، يصور الفيلم العملية على أنها ناجحة، على الرغم من أنها فشلت في الواقع فشلاً ذريعًا.

## ممثلون
- روك هدسون[1]
- جورج بيبارد
- نايجل جرين
- جاي ستوكويل
- جاك واتسون
- بيرسي هيربرت
- ليام ريدموند

## إنتاج
صدر الفيلم عام 1967 بواسطة شركة يونيفرسال بيكشرز.

## وصلات خارجية
- طبرق علي موقع IMDb
- طبرق علي موقع AllMovie